# Neuendorf SO
| SO ist das Kürzel für den Kanton Solothurn in der Schweiz. Es wird verwendet, um Verwechslungen mit anderen Einträgen des Namens Neuendorf zu vermeiden. |

Neuendorf ist eine Einwohnergemeinde im Schweizer Kanton Solothurn. Sie liegt südlich des Jurafusses in der Dünnernebene und gehört zum Bezirk Gäu. Neuendorf besitzt einen intakten Dorfkern und hat seinen ländlichen Charakter bewahrt. Das Industriegebiet mit verschiedenen Logistikfirmen liegt deutlich vom Dorf getrennt nördlich der Autobahn A1.

## Geschichte

Luftbild (1962)

Mit der erstmaligen Erwähnung des Weilers Werthe beginnt die Geschichte Neuendorfs um 1100. Westlich des Dorfes lag der Weiler Kipf, der im Zusammenhang mit einem Heuzehnten in einer Urkunde aus dem Jahre 1308 aufgeführt wird. In den Jahren 1400 bis 1600 liest man alle drei Namen – Kipf, Werd und Nüwendorf – nebeneinander. Wahrscheinlich wurden östlich von Kipf, entlang des Baches, neue Häuser gebaut, die man als neuen Dorfteil das «nüwe Dorf» benannte. Dieser Name setzte sich durch, so dass ab 1600 in den Urkunden nur noch der Name Neuendorf erwähnt wird. 1654 zerstörte eine grosse Feuersbrunst im Oberdorf 40 strohbedeckte Häuser (Firste) und die nur drei Jahre vorher neu erbaute Dorfkirche. Der zweite grosse Brand äscherte im Jahre 1767 erneut 12 Wohnhäuser und 16 Scheunen ein.

## Wirtschaft
Grösster Arbeitgeber in Neuendorf und einer der grössten im Kanton Solothurn ist der 1974 eröffnete Migros-Verteilbetrieb Neuendorf. Dieses Logistikzentrum des Migros-Genossenschafts-Bundes beschäftigt mehr als tausend Mitarbeiter.

## Weblinks

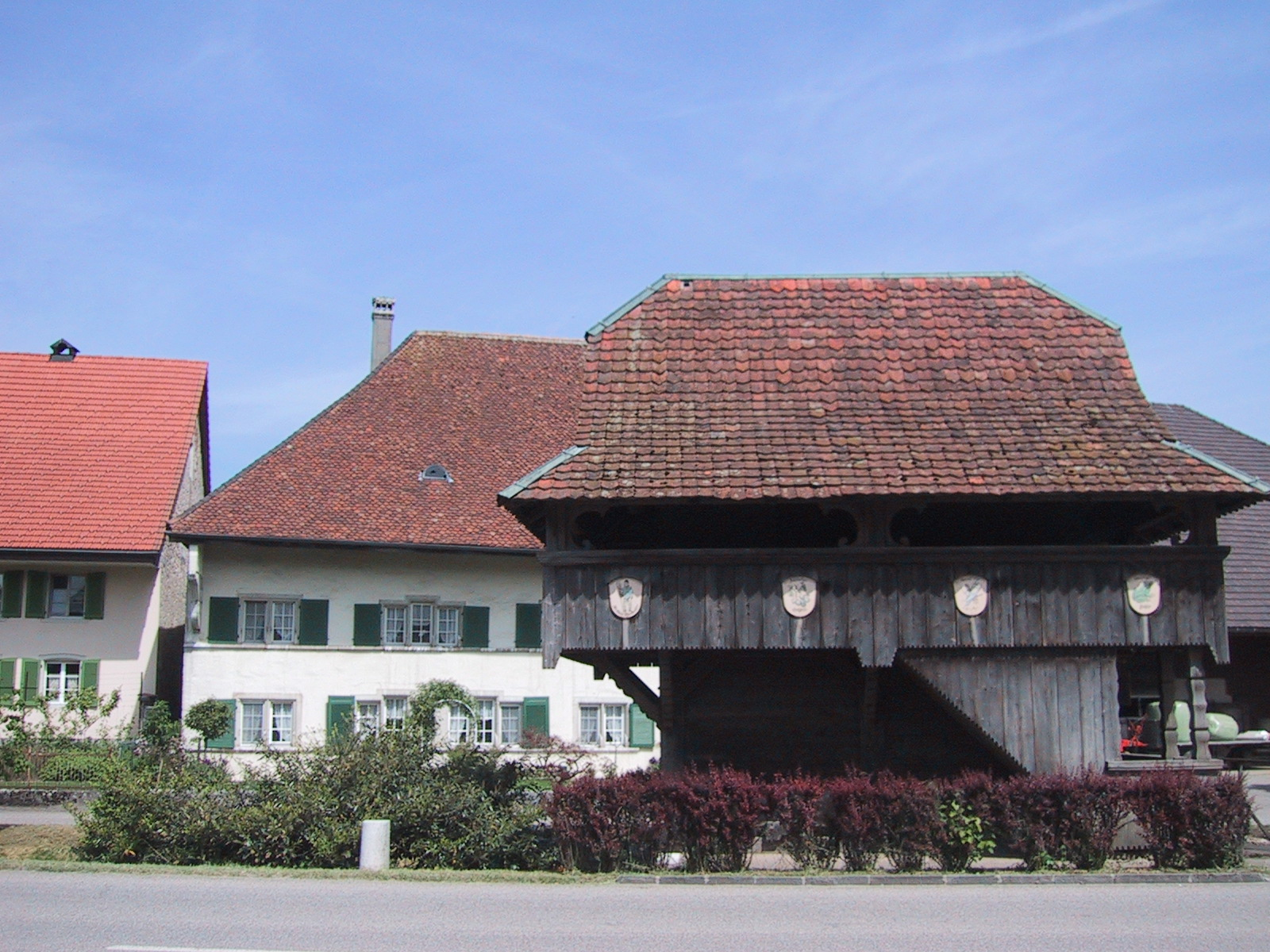
Dorfspeicher
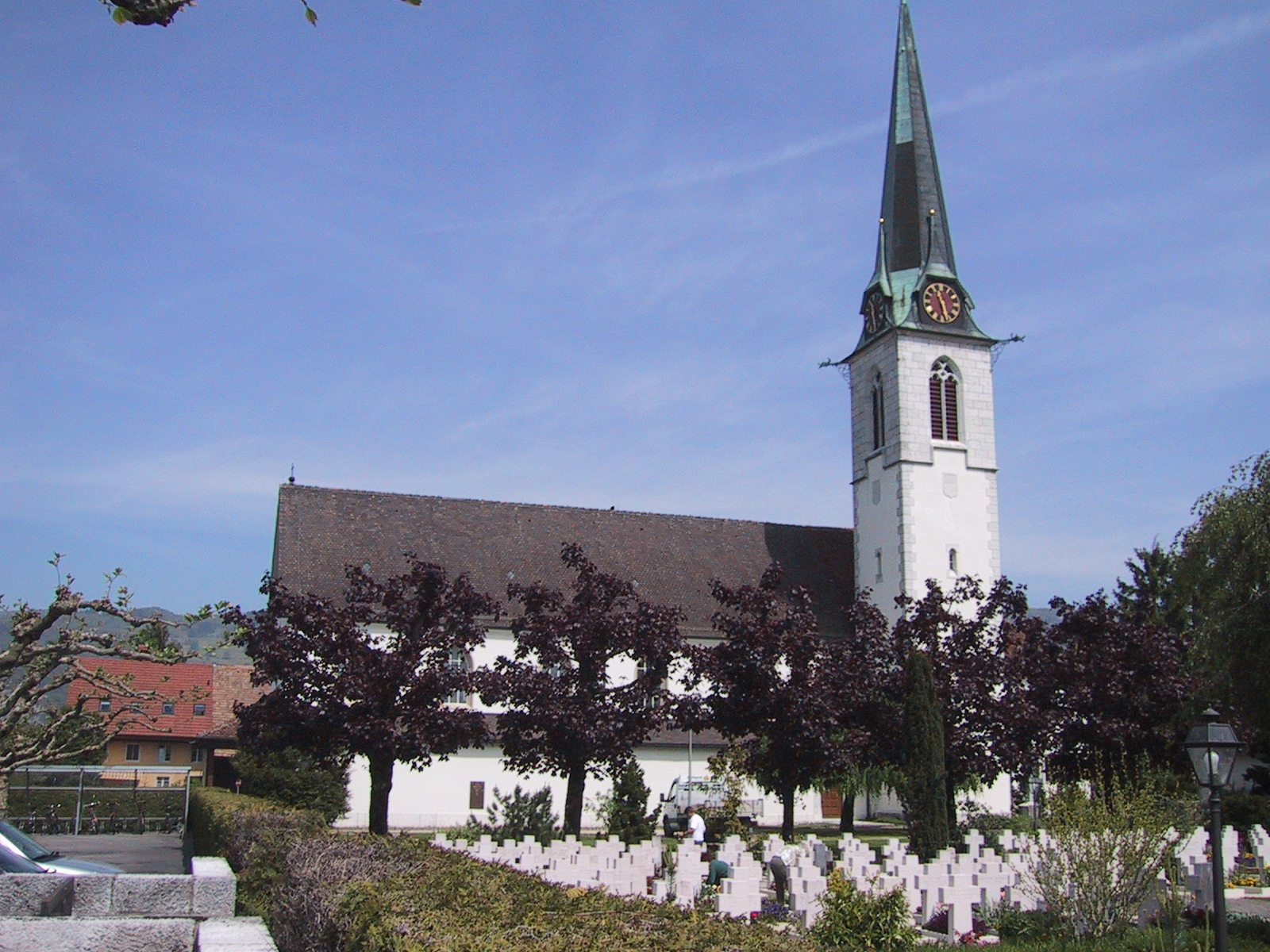
Kirche Neuendorf
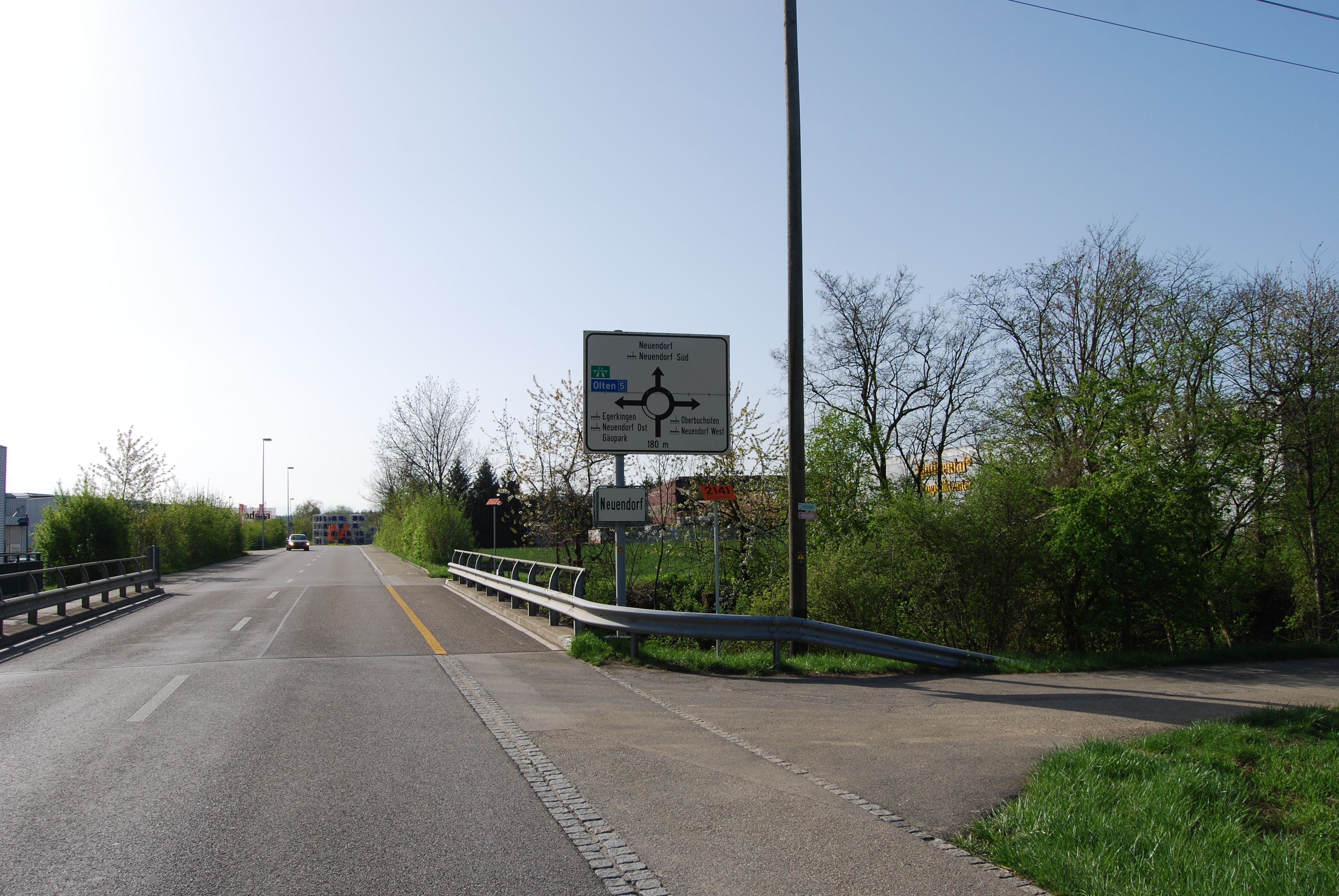
Brücke über die Dünnern mit Blick aufs Industriequartier
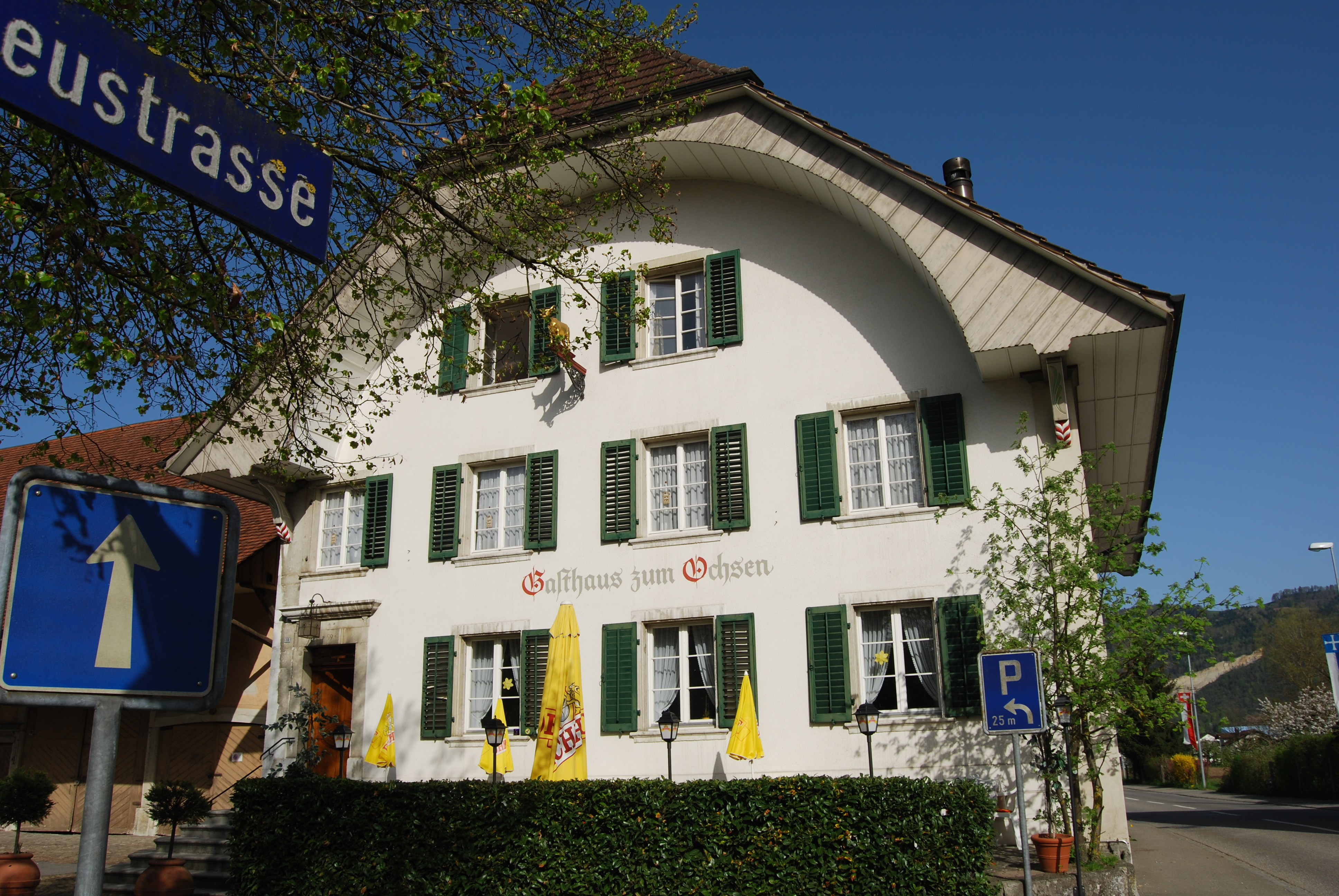
Gasthaus zum Ochsen

## Bevölkerung
| Bevölkerungsentwicklung | Bevölkerungsentwicklung |
| Jahr                    | Einwohner               |
| ----------------------- | ----------------------- |
| 1837                    | 552                     |
| 1850                    | 602                     |
| 1900                    | 658                     |
| 1950                    | 936                     |
| 2000                    | 1771                    |

## Wappen
Blasonierung
In Blau (bis 1931 in Rot) ein weisses Tatzenkreuz